# 블루머
블루머(bloomers)는 예전에 체조, 경마, 수영 등을 할 때 여자가 입었던 바지의 한 종류다.
무릎 위나 아래 길이의 품이 넓은 바지에 고무줄을 넣어 잡아 매도록 되어 있다. 19세기 중반에서 20세기 초에 미국, 프랑스 등지에서 여성 해방 운동가들이 여성복을 간소화하고 남성복과 비슷하게 만들자는 운동을 일으켰을 때 미국의 여성 개혁가 아멜리아 블루머(Amelia Jenks Bloomer)가 처음 만들었다.

## 역사
블루머는 19세기 중반 코르셋에게 배를 조이는 듯한 당시 속옷에 반발한 여성 해방 운동가 엘리자베스 스미스 밀러에 의해 자유도가 높고 여유 있는 속옷으로 고안되었다. 이것은 구폐한 구속형 의복으로부터의 여성 의복의 전환이라고 하는 혁신적인 것이었다.
"블루머"이름의 유래에는 여러 가지 설이 있지만, 밀러의 발의를 "릴리"지에서 소개한 여성 해방 운동가 아멜리아 젱크스 블루머에서 유래 하는 설이 유력하다.
여성 해방 운동가는 이 블루머는 강연 활동을 했지만, 그 모습이 비웃음의 대상이 되어, 일시적으로 사라진다. 그러나 20세기 들어 자전거, 테니스, 승마 등의 스포츠를 여성이 즐기게 되면서 블루머는 운동복으로 입을 수 있게 된다.
당시는 여성용의 적당한 운동복이 없으며, 이 발명은 매우 획기적인 것이었다. 요즘 블루머는 헐렁한 반바지처럼 무릎까지 길이가 있었다. 또 다른 설에서는 승마용 바지가 변형된 것이라고도 한다.

## 일본에서의 블루머

### 블루머의 도입

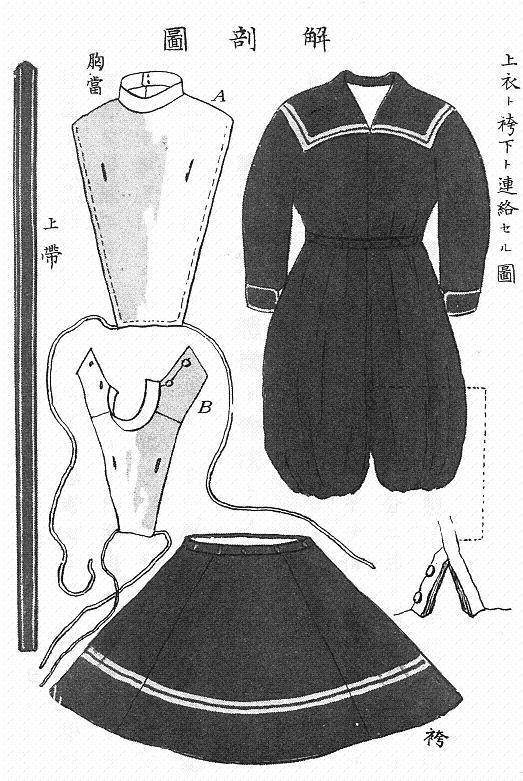
이구치 아쿠리가 고안한 블루머를 이용한 운동복

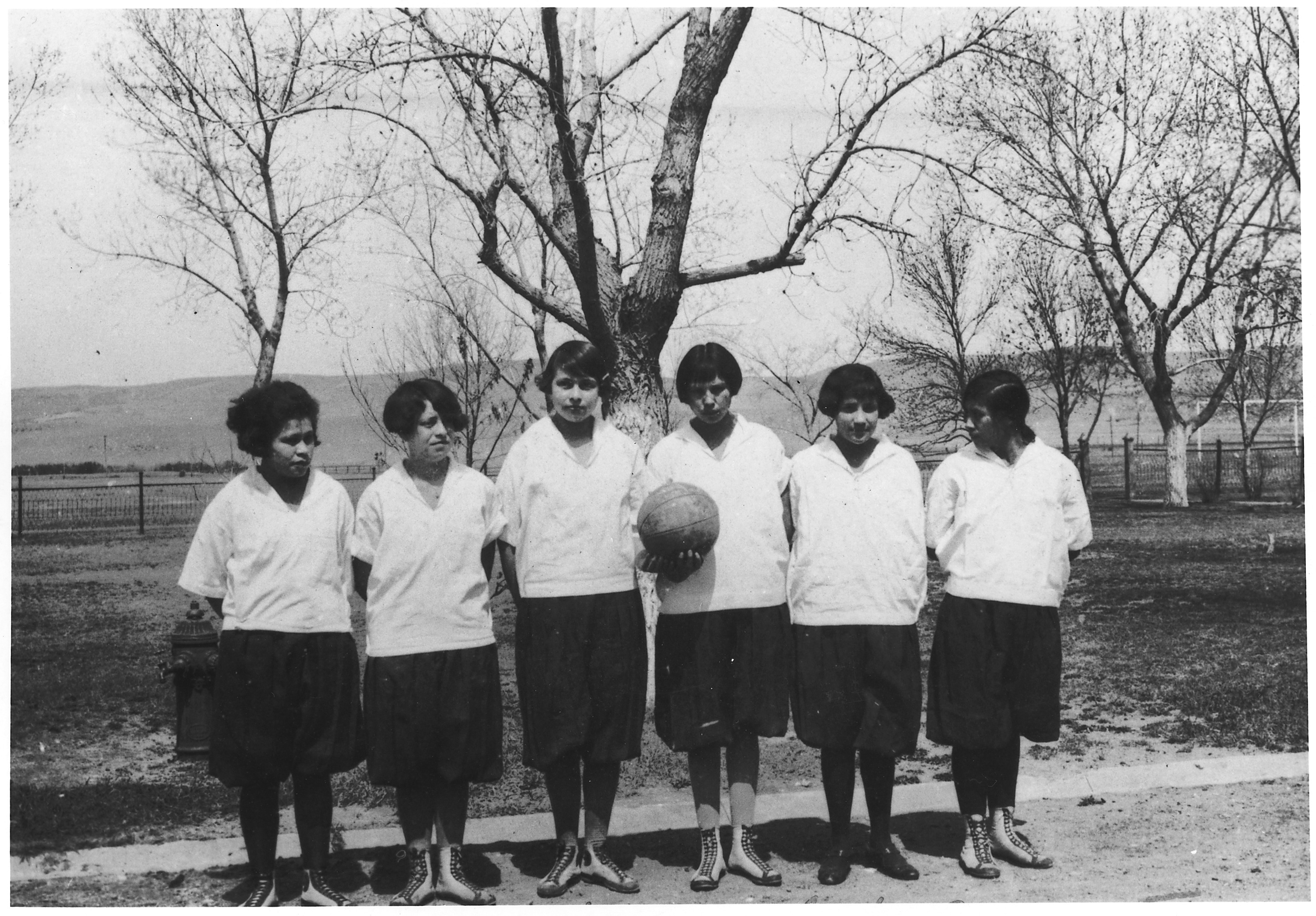
초기의 일본 여자 농구 팀（1925-1926년, 나라현

육상 경기, 배구 연습용 블루머

메이지 시대 여자고등사범학교(현 오차노미즈 여자대학) 등에서 여자 체육 지도를 시작했는데, 복장은 남성스타일이거나 평상복이었다. 1885년, 학교에서 체조 때는 하카마와 구두를 착용하라고 한다. 여자고등사범학교에서는 유학처 미국에서 이구치 아쿠리가 가져온 블루마가 체육복으로 1903년에 처음 소개되면서 다이쇼 말기부터 쇼와 초기까지 여자 학교에서 채용되게 되었다.
당초 블루머는 무릎 밑까지 있는 헐렁한 반바지 같은 스타일이었으나 차츰 길이가 짧아지고 이른바"초롱 블루머"가 1960년대 중반까지 주류가 된다.

### 초롱형에서 밀착형으로

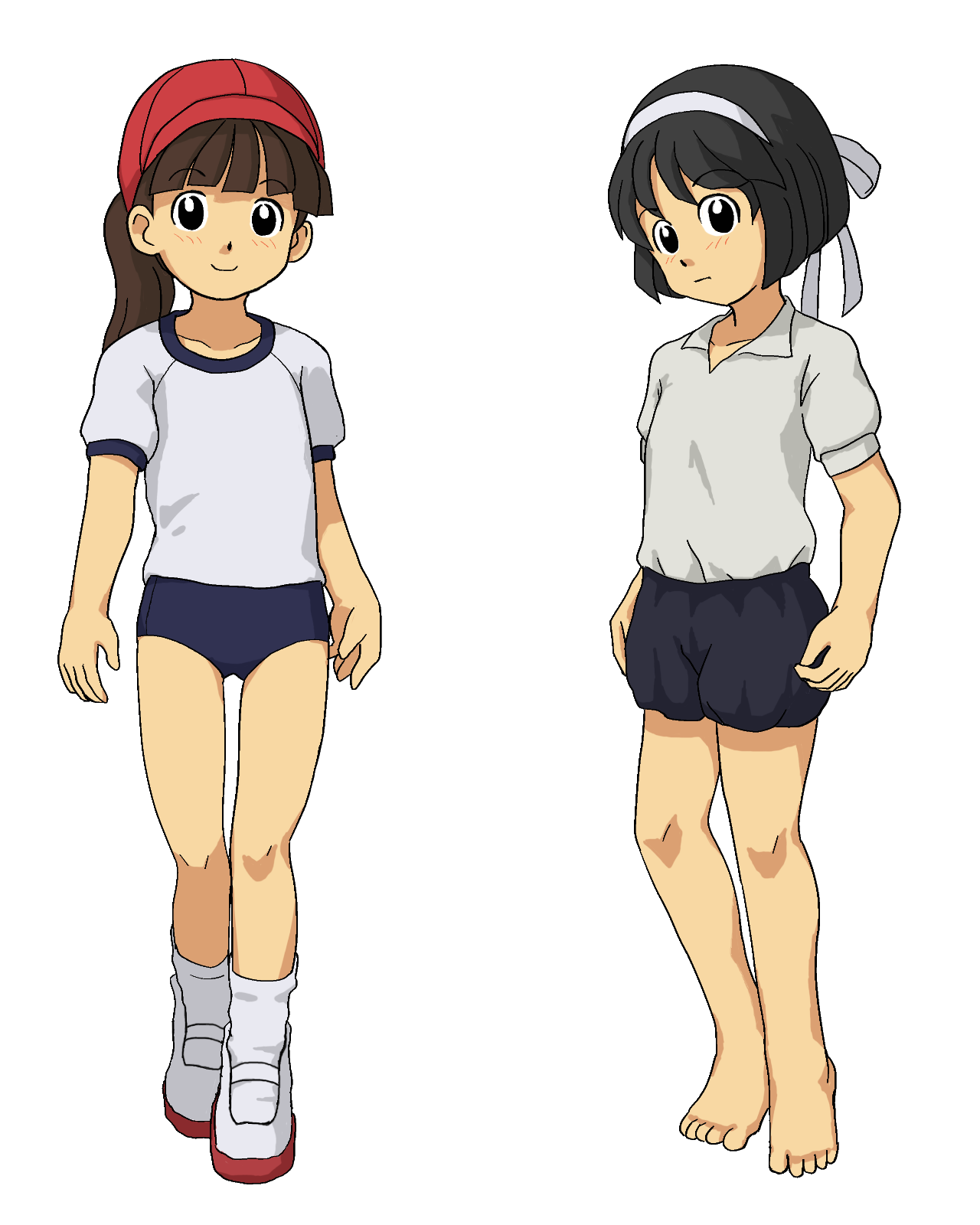
왼쪽은 1960년대 후반에 등장한 밀착형 블루머. 오른쪽은 이른바" 초롱 블루머"로 불리는 옛 타입

1960년대 후반부터 직물산 초롱형 대신 합섬 니트의 밀착형 블루머가 여자 체육복으로 빠르게 보급되었다. 1965년까지는 12% 정도였지만 그 후 5년간 50%에 도달, 70년대 전반 사이에 76%까지 확산되고 있다.
보급의 계기는 도쿄 올림픽에서 일본이 금메달을 획득한 여자 배구로 알려졌다. 일본 팀은 몸에 밀착된 불머였지만, 소비에트와 폴란드의 여자팀은 더 착 들러붙은 부루마를 유니폼으로 하던 것이 주목되었다.
또한 미니스커트의 유행과 생리대의 기술 혁신에 의해서 몸의 선을 내기로 저항이 없어진 젊은 여성들에게 국내 업체가 밀착형 부루마를 팔아서 것으로 퍼졌다고 한다.

### 밀착형 블루머의 보급
한편 "블루머의 수수께끼 〈 여자의 신체 〉와 전쟁 후 일본"(청궁사)의 저자의 야마모토 유우지는 당시의 배구 일본 대표 선수들이 밀착형 부루마를 속옷 같아 부끄럽다며 거절했다는 증언에서 배구 보급설을 부인하고 있다.
상기의 야마모토에 따르면, 전쟁 후, 문부성이 작성한 "새 교육 지침"에 의한 학생 스포츠는 승리지상주의적인 지도를 멈추고 전국 규모 대회가 금지됐고 그 결과 도쿄 올림픽 성적은 참담했다. 이후 문부성은 전국 대회를 용인. 중학체육연맹(중체연)은 많은 스포츠 전국 대회를 주최하게 되었으나 자금난에 시달리게 된다. 거기에서 전국중학체육연맹은 교복 업체의 상품에 추천을 주는 대신 자금 원조를 받게 된다.
1966년 관공 학생복(당시 오자키 상사)는 전국 중학교 체육 진흥회(전국 중학 체육 연맹의 지정 기관)에서 체육 의류 지정 업체로 전국 유일의 추천으로 지정 받는다. 야마모토는 이것이 밀착형 블루머의 보급 시기와 일치하며 업체가 추천 지정을 세일즈 포인트로 학교에 영업을 걸어 급속히 보급되었다고 추측하고 있다.

### 반대 운동과 쇠퇴
사춘기 소녀에게, 다리의 허벅지 윗부분까지 노출하고"체형이 빤히 들여다보인다" "속옷 같다" "팬티가 튀어나온다" 밀착형 블루머는 평이 좋지 못 했다. 1987년 나고야서고등학교에서 여학생의 체육복으로 새로 부루마를 도입한 결과, 학생의 반대 운동이 일어났다. 1988년 아사히 신문에 여자 중고등학생생이 블루머에 반대하는 투고가 실렸다.
1990년대에 들어서자, 그것까지는 일부 마니아의 것이었던 부르세라 취미가 상업적으로 전개되었고, 여학생부터 착용된 블루머나 세일러복 등을 매입해 판매하는 부르세라숍이 탄생했다. 블루머가 성적 호기심의 대상으로 일반적으로 인지되게 되면 운동회 등의 학교 행사에서 블루머 차림의 여학생을 도촬하거나 교사에 침입해 부루마를 절도 하다 체포되는 등 괴한에 의한 사건이 잇따르면서 사회 문제로써 다루어지게 되었다.
1993년 11월 22일자 아사히 신문은 싱가포르 일본인 학교 중등부에서 블루머 통일 문제를 보도했다. 신임 보건 체육 교사가 그전까지 자유로웠던 체육복을 일본의 블루머로 통일하고 그 이외의 체육복 착용을 금지한 결과, 학생의 "허벅지 윗부분까지 보이고, 교외 마라톤 때 통행인이 쳐다 본다"고 민원이 접수되었다. 이 기사에 대한 학교측의 자세에 비판적인 투고가 다음에 타지에서도 블루머의 문제를 다루게 된다.
1989년에 신조어·유행어 대상이 된 성추행의 개념도 뒷받침되고, 밀착형 블루머는 하프 팬츠나 저지로 이행해가, 교육 현장에서 일부를 제외하고는 거의 사용되지 않게 되었다. 도쿄여자체육대학·카케미즈 미치코 교수에 따르면 단번에 소멸한 것은 1992년 이후다.

### 참고 그림

로우 컷 블루머
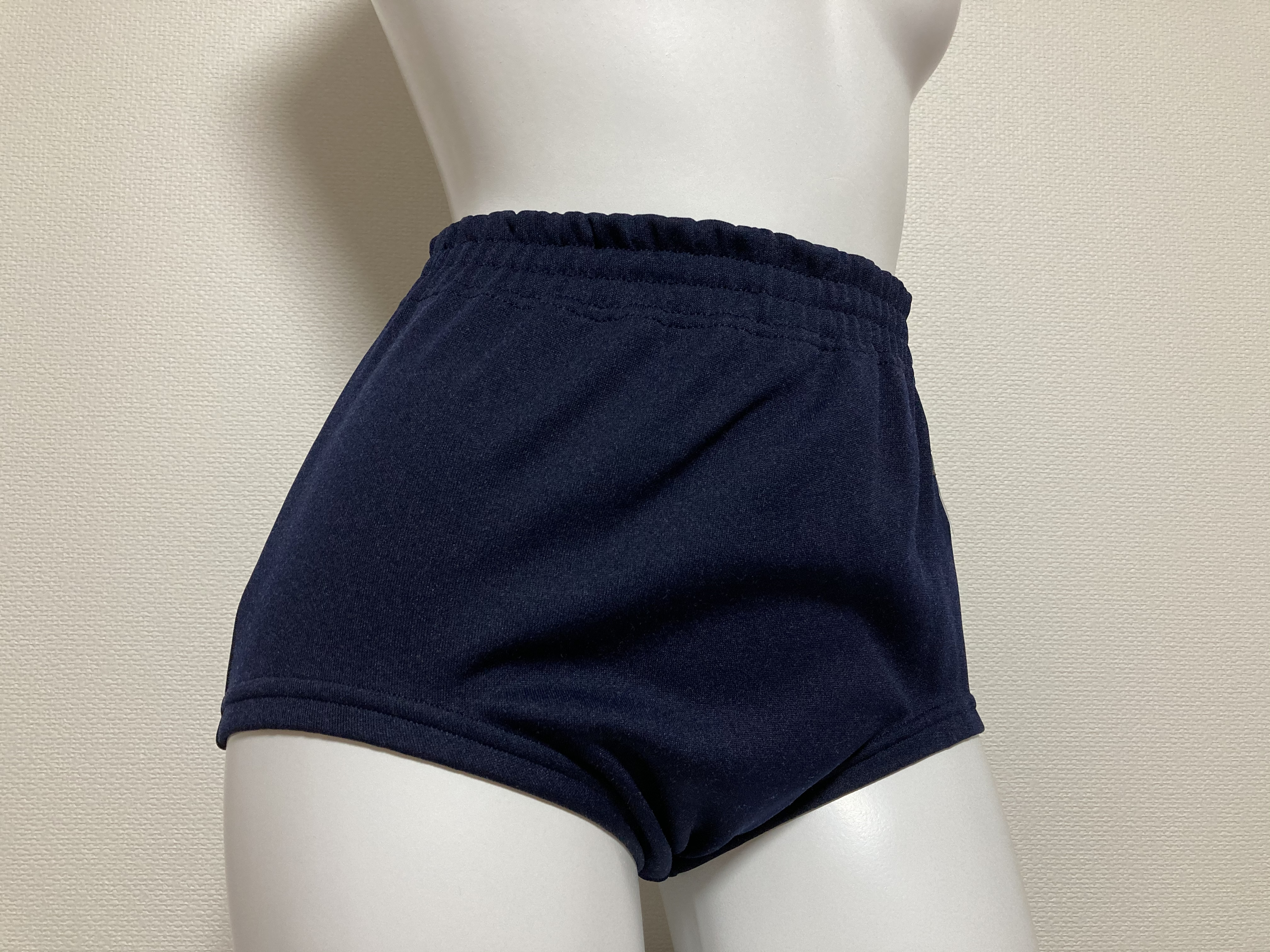
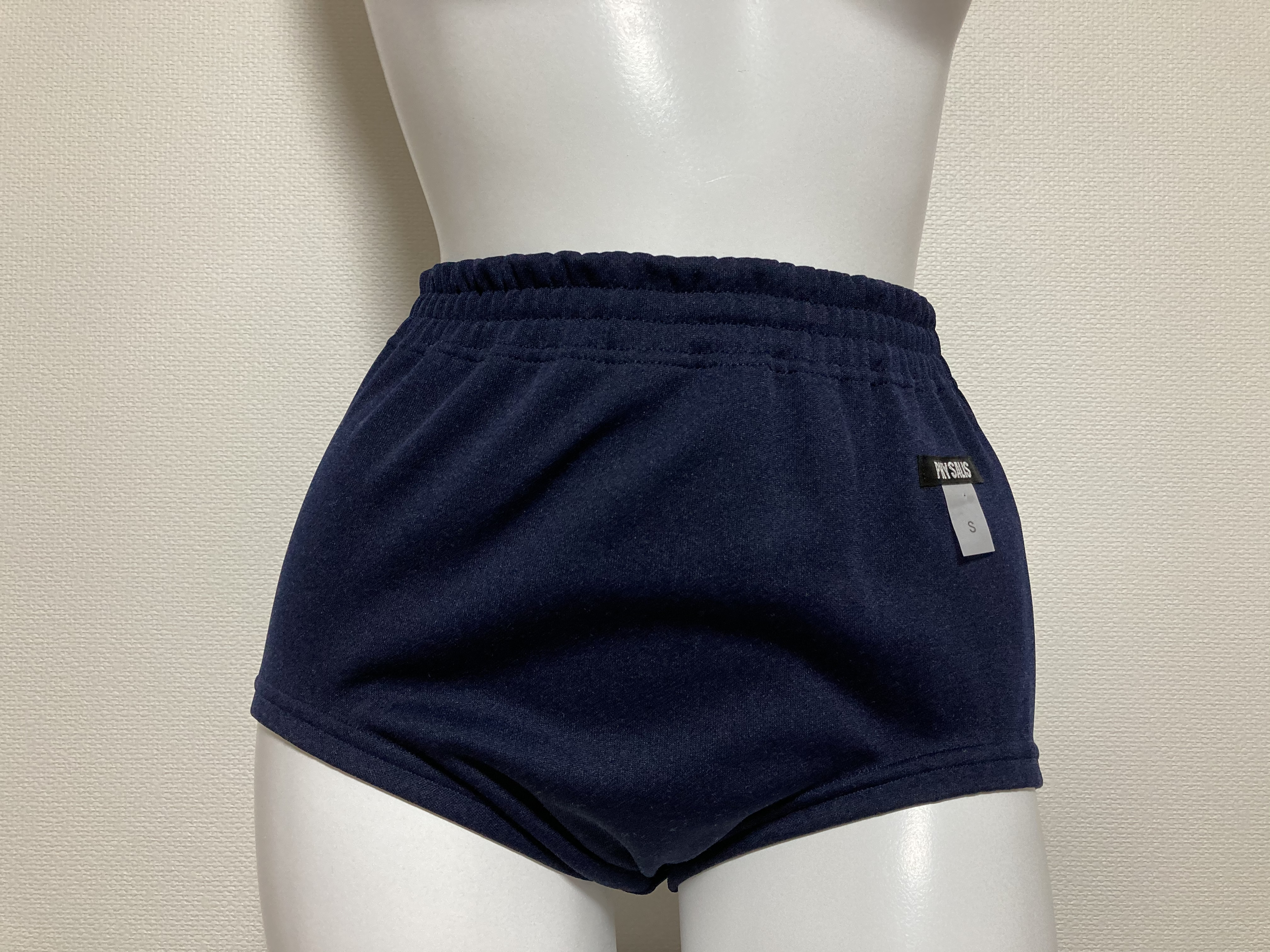
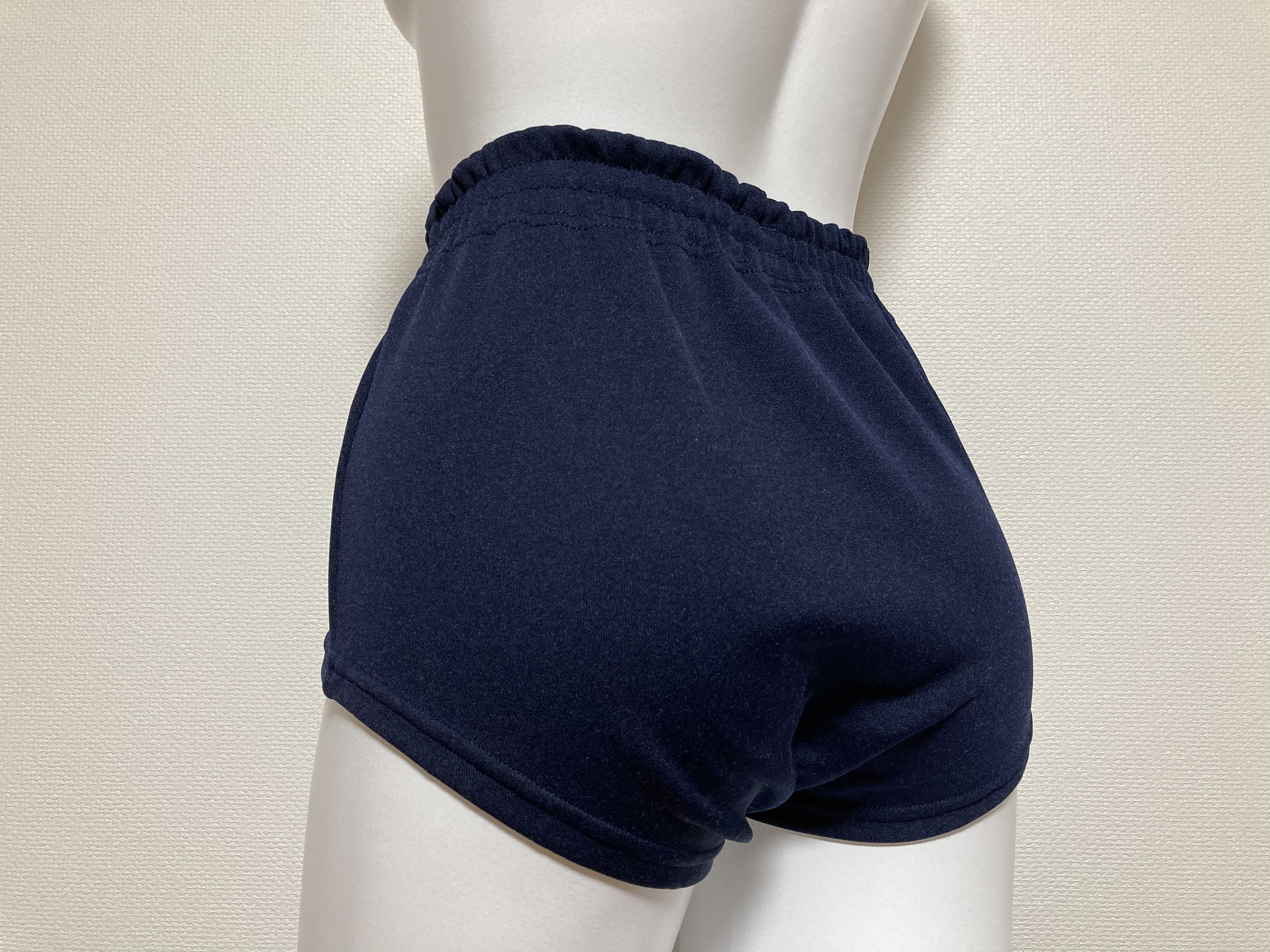
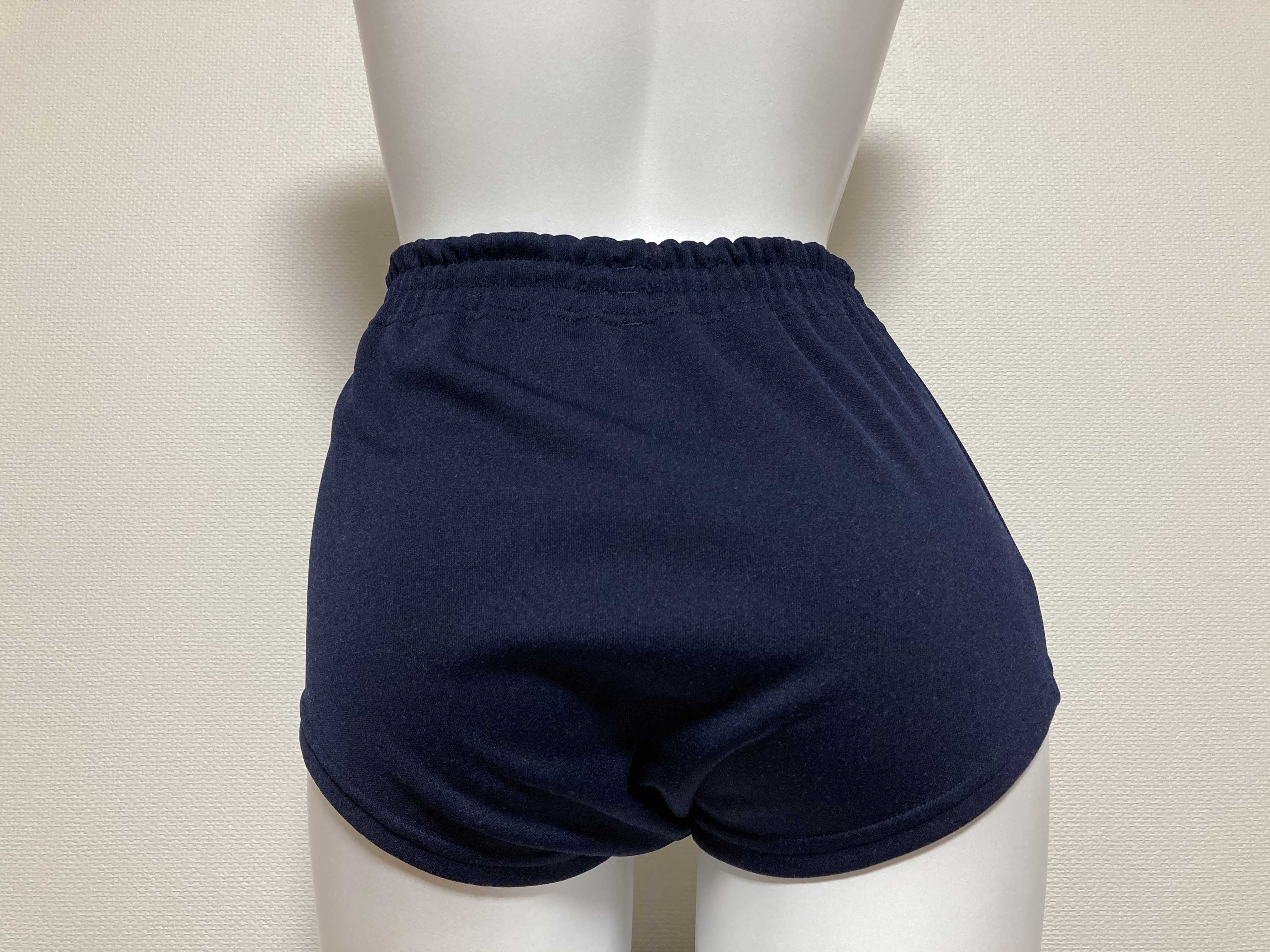

하이 컷 블루머
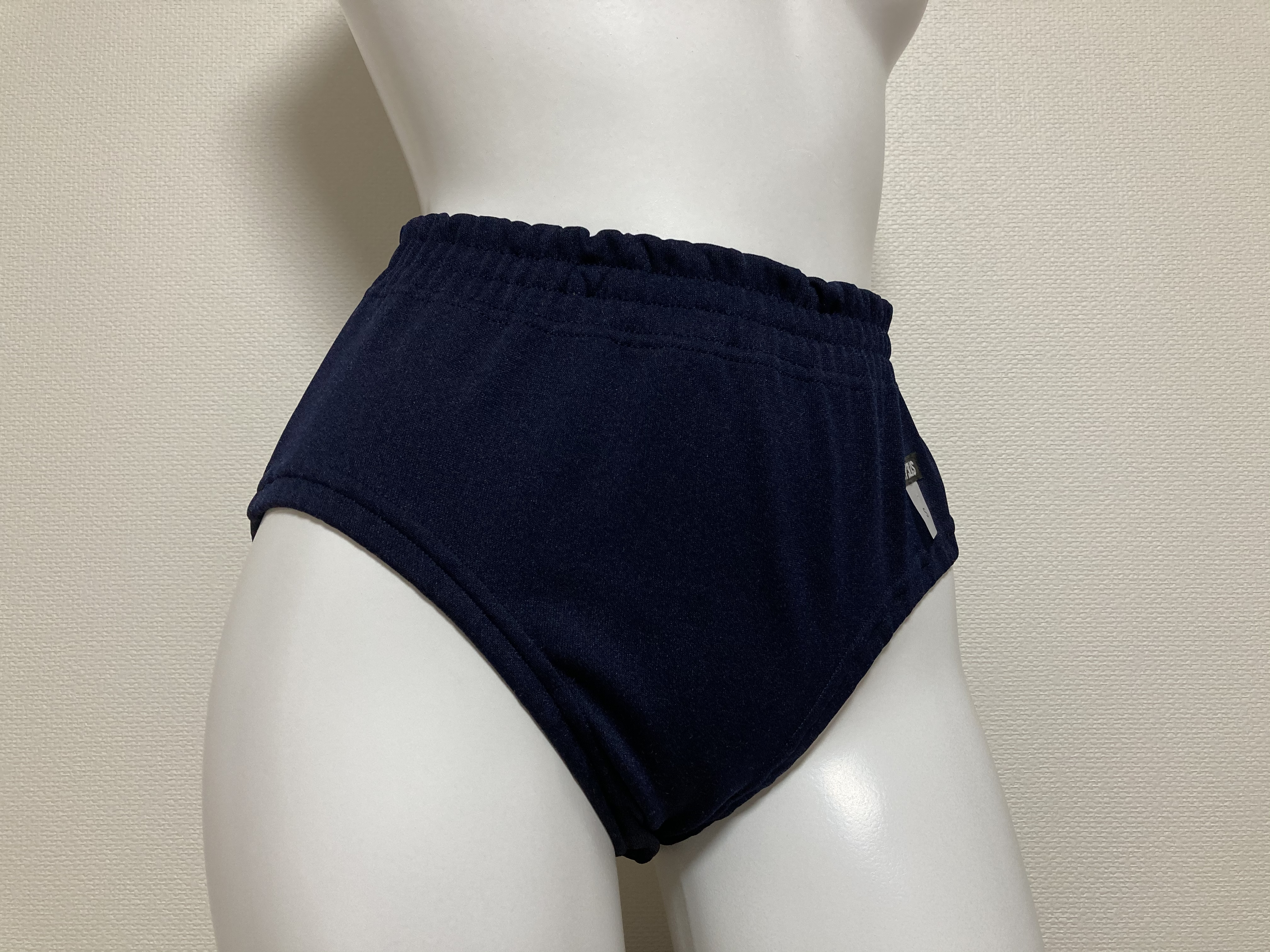
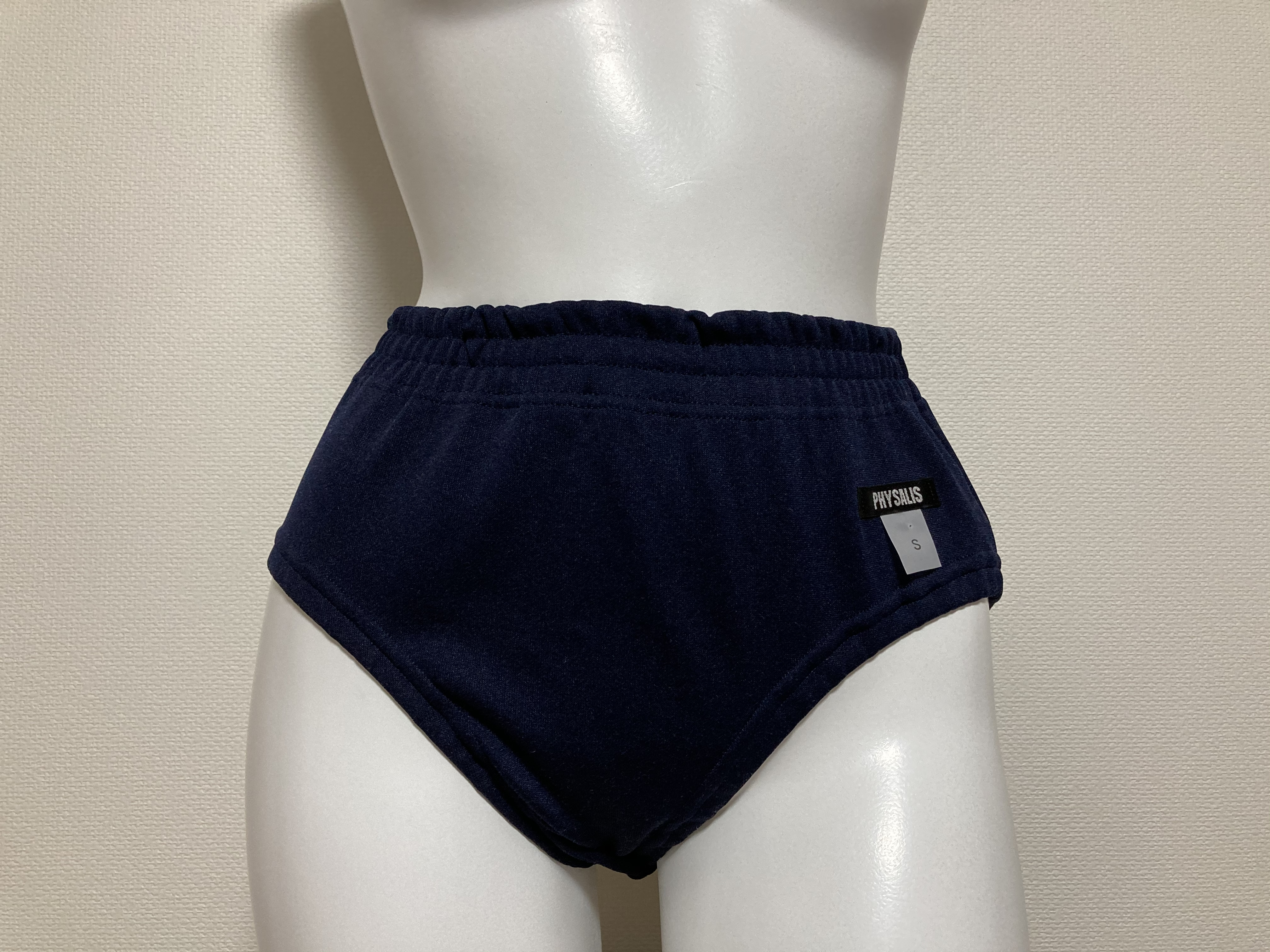
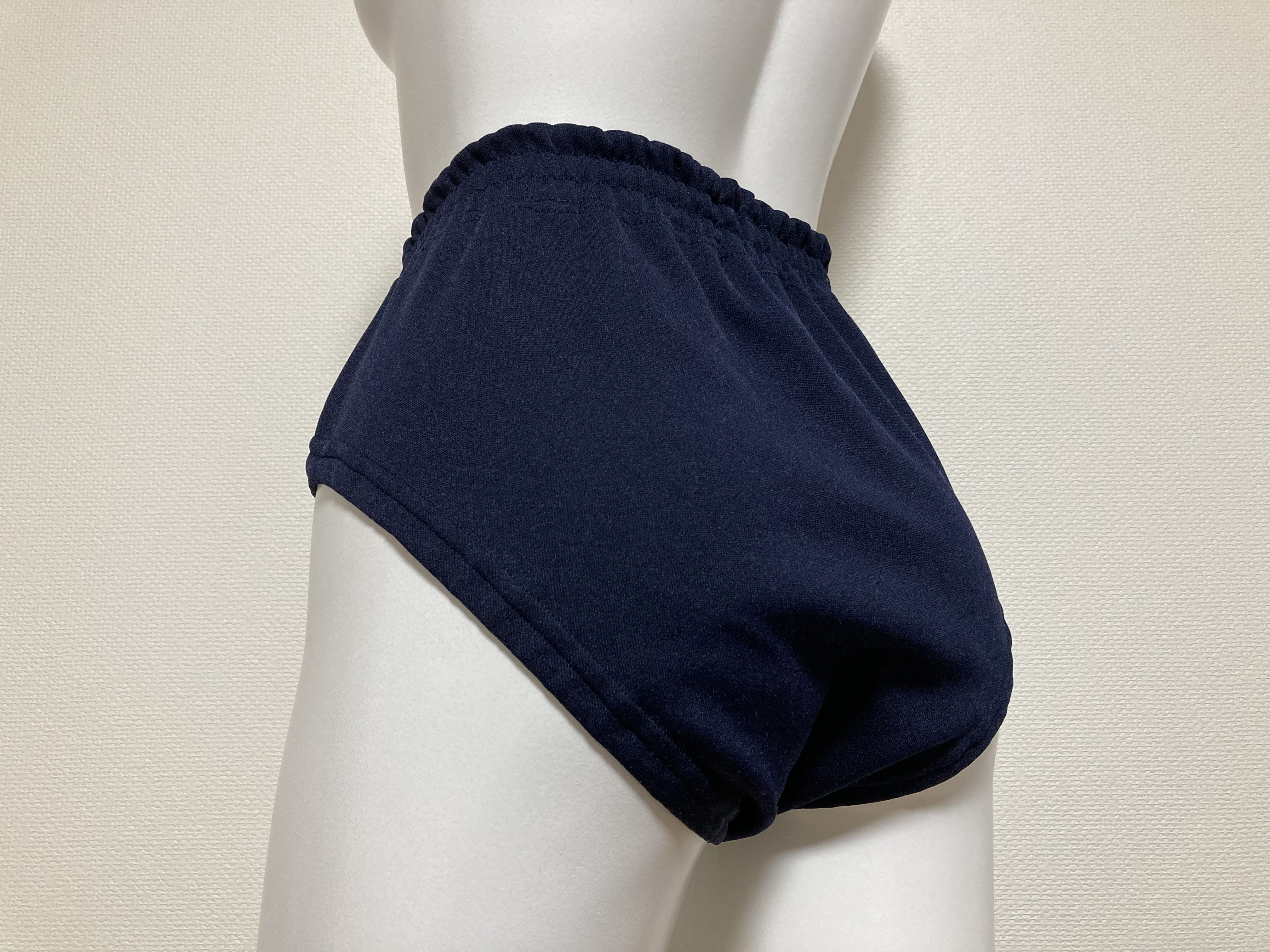
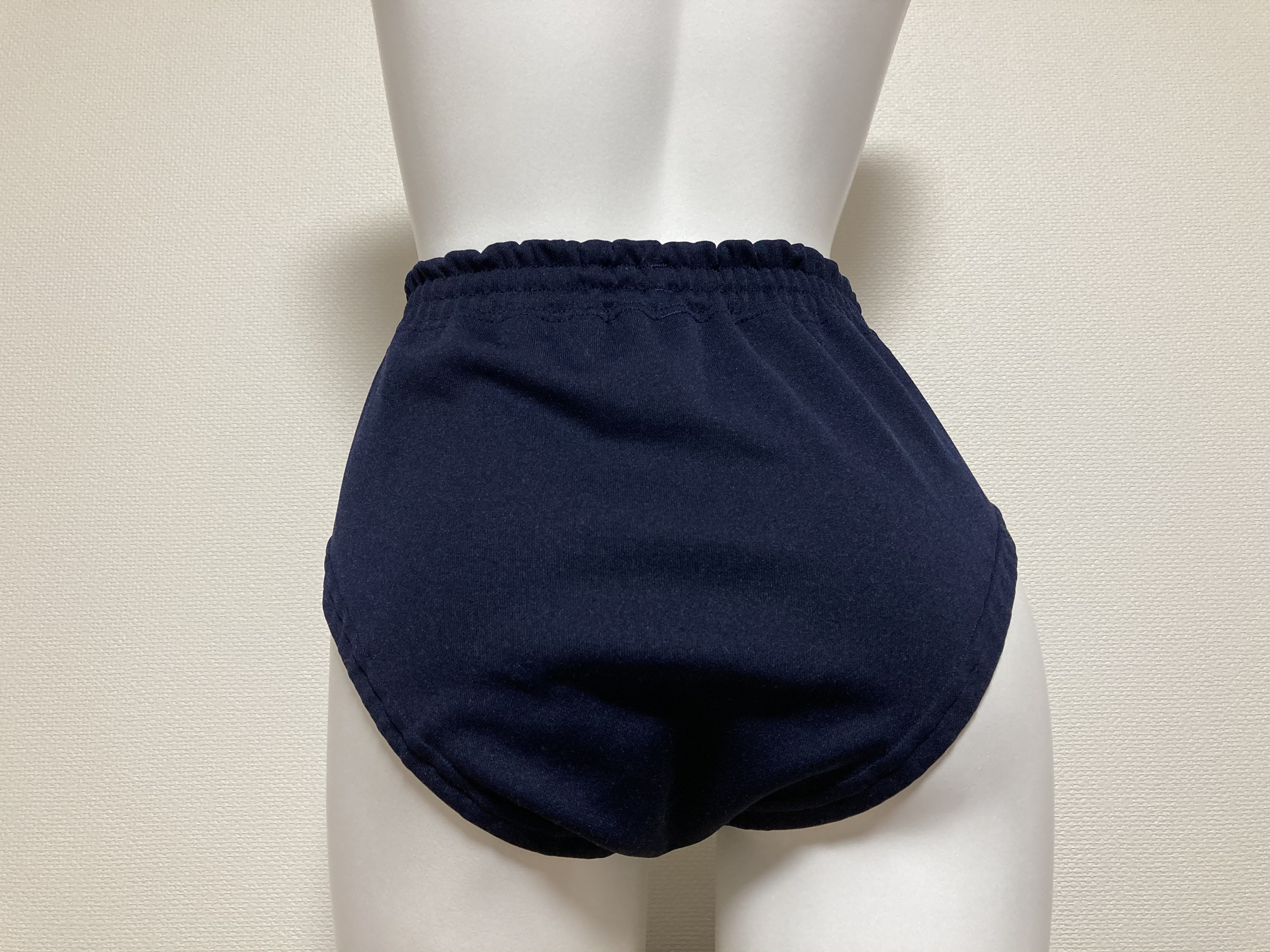